# 鈴木政夫
鈴木 政夫（すずき まさお、1918年12月13日 - 1998年5月4日）は、日本の経営者。日本ペイント社長を務めた。神奈川県出身。位階は正五位。

## 経歴
1941年に法政大学経済学部経済学科を卒業し、同年4月に日本ペイントに入社。1966年9月に取締役に就任し、1973年6月に常務、1975年7月に専務を経て、1978年7月に副社長に就任し、1981年7月には社長に昇格。1987年7月には相談役に就任。
1985年11月に藍綬褒章を受章し、1990年11月に勲三等瑞宝章を受章した。
1998年5月4日肺炎のために死去。79歳没。死没日付をもって正五位に叙された。